# Джузеппе Петроселліні
Джузеппе Петроселліні (Giuseppe Petrosellini, 29 листопада 1727 — 1799) — італійський поет і лібретист, працював переважно в жанрі опера-буфа.
Народився в Корнето, Папська держава (нині Таркуїнія, Лаціо) і більшу частину життя провів у Римі при папському дворі, де він обіймав посаду «абат». Він був також членом кількох академій (наукових товариств), у першу чергу Академії дельї Аркаді, для якої він писав під псевдонімом «Enisildo Prosindio». В його доробку — лібрето до опери Паізіелло, «Севільський цирульник», кількох опер Доменіко Чімарози і Паскуале Анфоссі. Йому приписують також авторство лібрето до опери «Удавана Садівниця», на яку написали опери Паскуале Анфоссі в 1774 році і Вольфганг Амадей Моцарт в 1775 році, втім, це авторство викликає сумнів. Помер у Римі в 1799 році.